# Предлиц-Туррах
Предлиц-Туррах (нем. Predlitz-Turrach) — коммуна (нем. Gemeinde) в Австрии, в федеральной земле Штирия.
Входит в состав округа Мурау. Население составляет 896 человек (на 31 декабря 2005 года). Занимает площадь 150,12 км². Официальный код — 6 14 17.

## Политическая ситуация
Бургомистр коммуны — Маттиас Карнер (АНП) по результатам выборов 2005 года.
Совет представителей коммуны (нем. Gemeinderat) состоит из 9 мест.
- АНП занимает 4 места.
- СДПА занимает 3 места.
- АПС занимает 2 места.